# Список чеських православних святих
Список чеських святих, канонізованих Православною церквою або до розділення з церквою Риму.
- Святий Йоан Чеський Пустельник
- Преподобний Прокопій Сазавський
- Святий Ростислав, князь Моравський
- Свята мучениця Людмила, княгиня Чеська
- Благовірний В'ячеслав, князь Чеський
- Святий Горазд Новомученик